# 维斯多姆·埃米
维斯多姆·埃米（義大利語：Wisdom Amey，也译维斯多姆·阿梅；2005年8月11日—），是一名意大利足球运动员，场上司职中后卫，目前效力于意甲球队博洛尼亚。

## 俱乐部生涯
2021年5月12日，在博洛尼亚0-2不敌热那亚的意甲比赛中，埃米在第89分钟时替补登场，完成了职业生涯首秀。以15岁274天的年龄，他也成为了意甲历史上出场最年轻的球员。

## 个人生活
埃米出生于意大利巴薩諾-德爾格拉帕，他是多哥裔。